# Blackout (브리트니 스피어스의 음반)
《Blackout》은 브리트니 스피어스의 5집 앨범이다. 오스트레일리아에서는 2007년 10월 27일, 영국에서는 10월 29일, 미국과 그 외의 지역에서는 10월 30일에 발매되었다. 롤링 스톤지가 선정한 2007년 50대 음반에 선정되기도 했다. 앨범의 첫 싱글인 〈Gimme More〉는 빌보드 핫 100에서 3위를 차지했으며, 세 번째 싱글인 〈Break the Ice〉는 50위권에 진입했다. 현재 Rock&Roll 명예의전당에 기록된 앨범이다.

## 곡 목록
1. Gimme More
2. Piece Of Me
3. Radar
4. Break the Ice
5. Haven on Earth
6. Get Naked (I Got a Plan)
7. Freakshow
8. Toy Soldier
9. Hot as Ice
10. Ooh Ooh Baby
11. Perfect Lover
12. Why Should I Be Sad

## 같이 보기
- 브리트니 스피어스의 음반 목록
- 롤링 스톤 역사상 가장 위대한 음반 500장